# Myrmecaelurus gialensis
Myrmecaelurus gialensis is een insect uit de familie van de mierenleeuwen (Myrmeleontidae), die tot de orde netvleugeligen (Neuroptera) behoort. 
Myrmecaelurus gialensis is voor het eerst wetenschappelijk beschreven door Navás in 1932.